# Francisco de Paula Figueroa Araos
Francisco de Paula Figueroa Araoz (Santiago, 1828 - 1882) fue un agricultor y político liberal chileno.

## Biografía
Nació en Santiago de Chile, en 1828. Hijo de Manuel María de Figueroa Polo y Dolores Araoz y Carrera, y nieto del teniente coronel español Tomás de Figueroa, fue el padre de los parlamentarios Emiliano, Javier Ángel y Joaquín Figueroa Larraín; Emiliano se convertiría en presidente de la República en 1925.
Se casó con Rosalía Larraín Echeverría y tuvieron nueve hijos.
Se dedicó a las actividades agrícolas y a la política. Por largos años fue síndico y protector de las monjas Clarisas.
Fue uno de los fundadores del diario El Independiente, de tendencia liberal.
Se distinguió además, por su espíritu filantrópico.

## Trayectoria política
Fue electo diputado suplente por Santiago, por el período 1864-1867; se incorporó el 14 de junio de 1864.
En las elecciones de 1867, resultó electo diputado propietario por Santiago, por el período 1867-1870. Integró la Comisión Permanente de Educación y Beneficencia.
Fue inmediatamente, reelecto diputado propietario, esta vez por Combarbalá, por el período 1870-1873. Continuó integrando la Comisión Permanente de Educación y Beneficencia.
Por última vez, fue reelecto diputado propietario, esta vez por Rancagua, por el período 1873-1876. Durante este periodo legislativo integró la Comisión Permanente de Negocios Eclesiásticos. El 27 de noviembre de 1875, se declaró no haber lugar al desafuero del señor Figueroa, solicitado por el juez del crimen de Santiago.
Tuvo profundos conocimientos de heráldica e historia y en estas materias proporcionó información a Benjamín Vicuña Mackenna, de quien fue colaborador y amigo.
Falleció en 1882.